# Zlín Z 526
Zlin Z-526 Akrobat je akrobatsko športno letalo češkoslovaškega (zdaj češkega) proizvajalca Zlin. Prvi let je bil leta 1959. S 1400 zgrajenimi je eno najbolj proizvajanih akrobatskih letal.

## Različice
Z-526
Dvosedežna verzija
Z-526A
Enosedežna verzija
Z-526AF
Enosedežna verzija
Z-526AFS
Enosedežna verzija
Z-526AFM Condor
Z 6-valjnim +Avia M337 s  210 KM (157kW)

## Specifikacije (Z-526F)
Splošne karakteristike
- Posadka: 1 ali 2
- Dolžina: 8,00 m (26 ft 3 in)
- Razpon kril: 10,60 m (34 ft 9 in)
- Višina: 2,06 m (6 ft 9 in)
- Površina kril: 15,5 m² (166,3 ft²)
- Teža praznega letala: 665 kg (1465 lb)
- Maks. vzletna teža: 975 kg (2150 lb)

 Zmogljivost 
- Maks. hitrost: 244 km/h (132 vozlov)
- Potovalna hitrost: 210 km/h (113 vozlov)
- Doseg: 475 km (256 nmi)
- Višina leta: 5200 m (17060 ft)
- Hitrost vzpenjanja: 5,99 m/s (1180 ft/min)